# Lliga Democràtica dels Bosnians
Lliga Democràtica dels Bosnians (bosnià Demokratski Savez Bošnjaka, macedònic Демократска лига на Бошњаците, Demokratska Liga na Bošnjacite) és un partit polític de Macedònia del Nord que representa als bosnians que viuen al territori. A les eleccions legislatives macedònies de 2002 va obtenir un escó dels 120 de l'Assemblea de Macedònia del Nord formant part de la coalició Junts per Macedònia amb la Unió Socialdemòcrata de Macedònia i el Partit Liberal Democràtic. Per a les eleccions legislatives macedònies de 2006, disconforme amb el lloc que li oferien dins la coalició, trencà amb ella i es presentà en la coalició encapçalada per la Unió Democràtica per la Integració i el Partit per la Prosperitat Democràtica, però no va obtenir representació.